# Irajá Cecy
Irajá Cecy, född 18 maj 1955, är en friidrottare från Brasilien. Han deltog vid olympiska sommarspelen 1976.